# چمران (بندر ماهشهر)
چَمران شهری در بخش مرکزی شهرستان ماهشهر از توابع استان خوزستان است که در مجاورت رودخانه جراحی قرار گرفته‌است.

عمده مردم این شهر از نیروهای پتروشیمی هستند که در بخش‌های مهم این شهر می‌توان به فاز ۱، فاز ۲، کوی عمار(تهران_تنیده)، کوی یاسر(ماستیک)، کمپ خیام و شهرک بعثت زندگی می کنند. از مناطق دیدنی این شهر می‌توان به پارک ارم اشاره کرد که دارای فضاهای سیاحتی زیادی  ازجمله دریاچه، اماکن قایقرانی، باغ پرندگان، فضای مخصوص بازی برای کودکان و فضای سبز مناسب می‌باشد.